# Ringer-Weltmeisterschaften 1958
Die Ringer-Weltmeisterschaften 1958 fanden vom 24. bis zum 27. Juli 1958 in Budapest statt. Die Ringer wurden in acht Gewichtsklassen unterteilt. Im Gegensatz zu 1957 wurde nicht im freien, sondern im griechisch-römischen Stil gerungen. Die Sowjetunion konnte in allen acht Wettbewerben Athleten auf dem Podest feiern. Anton Geesink, der spätere Weltmeister und Olympiasieger im Judo, wurde in der Klasse -87 kg Sechster.

## Medaillengewinner
| Klasse | Gold              | Silber                   | Bronze                  |
| ------ | ----------------- | ------------------------ | ----------------------- |
| -52 kg | Boris Gurewitsch  | Sándor Kerekes           | Borivoje Vukov          |
| -57 kg | Oleg Karawajew    | Yaşar Yılmaz             | Lothar Fischer          |
| -62 kg | Imre Polyák       | Müzahir Sille            | Wladimir Staschkewitsch |
| -67 kg | Rıza Doğan        | Wiktor Wasin             | Gyula Tóth              |
| -73 kg | Kâzım Ayvaz       | Grigori Gamarnik         | Valeriu Bularca         |
| -79 kg | Giwi Kartosia     | Horst Heß                | Lothar Metz             |
| -87 kg | Rostom Abaschidse | György Gurics            | Rune Jansson            |
| +87 kg | Iwan Bogdan       | Ljutwi Dschiber Achmedow | Hamit Kaplan            |

## Medaillenspiegel
| Rang | Land                            | Gold | Silber | Bronze |
| ---- | ------------------------------- | ---- | ------ | ------ |
| 1    | Sowjetunion                     | 5    | 2      | 1      |
| 2    | Türkei                          | 2    | 2      | 1      |
| 3    | Ungarn                          | 1    | 2      | 1      |
| 4    | Bulgarien                       | 0    | 1      | 0      |
|      | BR Deutschland                  | 0    | 1      | 0      |
| 6    | Deutsche Demokratische Republik | 0    | 0      | 2      |
| 7    | Jugoslawien                     | 0    | 0      | 1      |
|      | Rumänien                        | 0    | 0      | 1      |
|      | Schweden                        | 0    | 0      | 1      |